# Etesevimab
Etesevimab ist ein monoklonaler Antikörper (MAK) zur Behandlung einer leichten bis mittelschweren COVID-19-Erkrankung.

## Therapeutische Verwendung
Etesevimab erhielt in den USA im Februar 2021 – in Kombination mit dem MAK Bamlanivimab – eine Notfallzulassung zur Behandlung einer leichten bis mittelschweren COVID-19-Erkrankung bei Patienten, die ein hohes Risiko für einen schweren Verlauf aufweisen. Die Kombination kann bei Patienten ab zwölf Jahren mit einem Mindestgewicht von 40 kg Körpergewicht zum Einsatz kommen. Aufgrund des Vorherrschens der SARS-CoV-2-Omikron-Variante gilt die Notfallzulassung für Bamlanivimab/Etesevimab seit April 2022 in keiner US-Region mehr.
In der zulassungsrelevanten klinischen Studie reduzierte eine einmalige intravenöse Infusion der Kombination von Etesevimab mit Bamlanivimab die Hospitalisierungsrate und den Tod während der 29-tägigen Nachbeobachtung signifikant im Vergleich zu Placebo. Die Sicherheit und Wirksamkeit dieser Therapie zur Behandlung von COVID-19 wird weiterhin bewertet.
Die europäische Arzneimittelagentur (EMA) führte eine Prüfung der Behandlung mit der Kombination Bamlanivimab/Etesevimab durch, die sie auf Ersuchen des EMA-Exekutivdirektors nach Vorgesprächen mit der COVID-19-EMA-Pandemie-Taskforce (COVID-ETF) im Februar 2021 eingeleitet hatte und Anfang März abschloss. Im Ergebnis beurteilte sie die Kombination als geeignet zur Behandlung von bestätigtem COVID-19 bei Patienten, die keinen zusätzlichen Sauerstoff benötigen und ein hohes Risiko für einen schweren Krankheitsverlauf haben. Die Empfehlung der EMA kann daraufhin verwendet werden, um nationale Maßnahmen zur Verwendung der Antikörper zu unterstützen, bevor sie eine Marktzulassung erhalten. Die im März 2021 begonnene Überprüfung mittels eines Rolling-Review-Verfahrens, das einer eventuellen EU-Zulassung vorausgeht, stellte die EMA im November 2021 nach Rücknahme aus dem Verfahren durch Lilly ein.

## Studie
Die Notfallzulassung basiert auf Daten einer randomisierten, doppelblinden, placebokontrollierten klinischen Studie an 1035 nicht-hospitalisierten Erwachsenen mit leichten bis mittelschweren COVID-19-Symptomen, die ein hohes Risiko für einen schweren COVID-19-Verlauf hatten. Von diesen Patienten erhielten 518 eine Infusion von gleichzeitig 2800 Milligramm Bamlanivimab und 2800 Milligramm Etesevimab, 517 Patienten erhielten Placebo. Der primäre Endpunkt war ein COVID-19-bezogen erforderlicher Krankenhausaufenthalt oder Tod innerhalb von 29 Tagen der Nachbeobachtung. Diese traten bei 11 (2 %) Patienten der Verum-Gruppe auf im Vergleich zu 36 (7 %) Patienten der Placebo-Gruppe. Dies entspricht einer Reduktion um 70 %. Es traten zehn Todesfälle (2 %) auf, die alle der Placebogruppe zuzurechnen waren, was einen signifikanten Unterschied zur Placebo-Gruppe darstellt. Die Antikörperkombination ist nicht zur Anwendung bei bereits hospitalisierten Patienten zugelassen. Ebenso sollen Betroffene mit schweren Verläufen, die bereits maschinell beatmet werden, nicht mit Etesevimab/Bamlanivimab behandelt werden, da sie den klinischen Verlauf verschlechtern können.
Es ist in den USA für Eli Lilly die zweite Notfallzulassung von MAK bei COVID-19-Patienten, die ein hohes Risiko für einen schweren Verlauf haben.